# ナイルの海戦

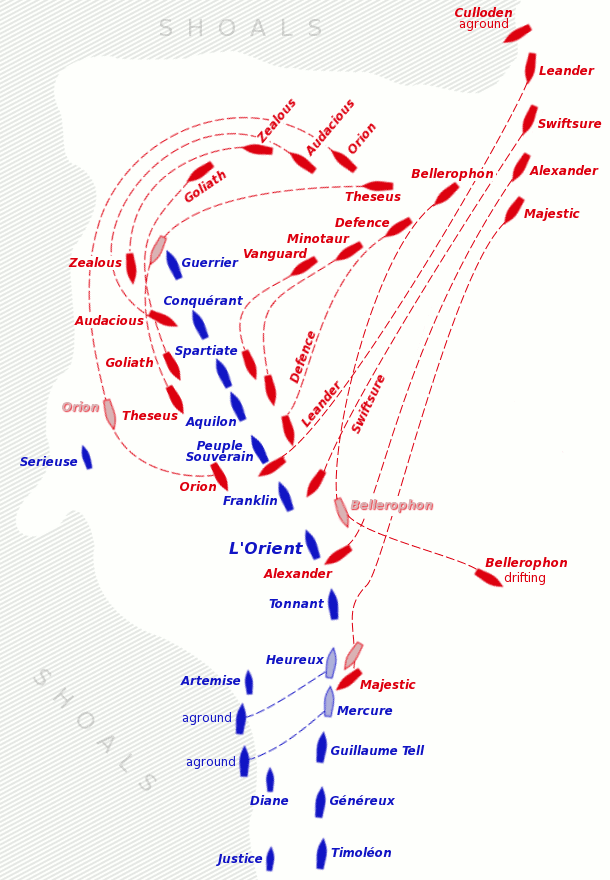
ナイルの海戦の状況図。赤がイギリス艦艇、青がフランス艦艇。ジョン・キーガン (2003)

ナイルの海戦（ナイルのかいせん、英: Battle of the Nile）は、フランス革命戦争における戦闘の1つである。アブキール湾の海戦（アブキールわんのかいせん、英: Battle of Aboukir Bay）またはアブキール海戦（仏: Bataille d'Aboukir）とも呼ばれる。
エジプト北部アレクサンドリア沿岸のアブキール湾において、1798年8月1日から8月2日早朝にかけ、ホレーショ・ネルソン率いるグレートブリテン王国（イギリス）艦隊がフランス艦隊に対して勝利を収めた。

## 背景
1798年、ナポレオン・ボナパルトはエジプト遠征を画策していた。イギリスは地中海におけるフランス軍の不穏な動きを察知し、ネルソンを指揮官とする艦隊を派遣したが、イギリス艦隊は、嵐に遭って損傷した旗艦「ヴァンガード」を補修している間にトゥーロン港からのフランス艦隊の出航を許し、地中海上での索敵にも失敗して、ナポレオンのエジプトへの上陸を許してしまう。
8月1日、ようやくイギリス艦隊は、陸軍を送り出してアブキール湾に停泊していたフランス艦隊を発見した。

## 経過
イギリス艦隊（戦列艦14隻、砲938門）とフランス艦隊（戦列艦13隻、フリゲート艦4隻、砲1,026門）は8月1日の日没前に遭遇した。艦艇数は拮抗していたが、フランス艦隊は食料と水の欠乏に苦しみ、水兵の3分の1を上陸させていた。また、イギリス艦隊が歴戦の精鋭であったのに対して、フランス艦隊は徴用船員も多く練度は劣っていた。
フランス艦隊は西側の浅瀬を左手にして、200メートルの間隔で南北に縦陣を敷いて艦艇を鎖で連結し、大砲を海側へ向けて防御態勢をとっていた。これは当時では考えうる限り最高の防御態勢とされていた。さらにアブキール湾には浅瀬が広がっており、夕闇の中、イギリス艦隊が座礁の危険を冒してまで攻撃してくるとは予想されていなかった。
しかしネルソンは危険を顧みず攻撃を開始した。攻撃前に座礁した「HMS カローデン」を除く艦艇を2分し、北側からアブキール湾に進入して、1隊を大胆にも陸地とフランス艦隊との間に割り込ませた。18時30分、イギリス艦隊の先頭を行く「HMS ゴライアス」が初弾を放った。陸側からの攻撃に対しては、フランス艦隊は戦闘準備が整っていなかった(陸側の砲門は閉じたままだったと言う証言が残っている)。その上、折からの北風によって、縦陣の南側のフランス艦艇は北側の僚艦を救援することができなかった。イギリス艦隊は北から1隻ずつ順番にフランス艦艇を袋叩きにしていった。
それでもフランス艦隊の旗艦であり124砲門の巨艦「ロリアン」は奮戦し、「HMS ベレロフォン」の2本マストを共に吹き飛ばした。しかし「スウィフトシャー」と「アレグザンダー」の攻撃を受けついに21時に炎上、22時には大爆発を起こし、艦隊指揮官のブリュイも戦死した。フランス艦艇のうち戦列艦2隻とフリゲート艦2隻は戦場から脱出したが、残余は8月2日朝までに炎上するか鹵獲された。イギリス艦隊には撃沈された艦は1隻もなかった。

## 影響
戦いの結果、ナポレオンは大敗して、地中海の制海権は完全にイギリスのものとなった。ナポレオンは本国との連絡を絶たれ、エジプトに孤立してしまう。ネルソンは常勝の名声を高め、各国の海軍からの畏怖の対象となった。

## 近年の発見
アブキール湾の海底は考古学調査の対象となっている。これまでに、フランス艦隊の旗艦「ロリアン」に積載されていた大砲や、生活用品、金貨などが引き上げられている。2000年、アブキール湾内のネルソン島で、ナイルの海戦及び1801年の戦闘での戦死者を葬った墓地が発見された。2005年4月18日に英海軍主催による葬儀が挙行され、戦死者の子孫も参列した。

## 参戦艦

### イギリス艦隊
戦列艦
- ヴァンガード（Vanguard）：74門、エドワード・ベリー艦長、ネルソン旗艦
- アレグザンダー（Alexander）：74門、アレクサンダー・ボール艦長
- オーディシャス（Audacious）：74門、ダヴィッジ・グールド艦長
- ベレロフォン（Bellerophon）：74門、ヘンリー・デストレ・ダービー艦長、マスト喪失
- カローデン（Culloden）：74門、サー・トーマス・トラウブリッジ艦長、座礁したため戦闘には不参加
- ディフェンス（Defence）：74門、ジョン・ペイトン艦長
- ゴライアス（Goliath）：74門、トーマス・フォーリー艦長
- マジェスティック（Majestic）：74門、ジョージ・ブラグドン・ウェスコット艦長（戦死）
- マイノーター（Minotaur）：74門、トーマス・ルイス艦長
- オライオン（Orion）：74門、サー・ジェームズ・ソマレズ艦長（次席指揮官）
- スウィフトシャー（Swiftsure）：74門、ベンジャミン・ハロウェル艦長
- シーシュース（Theseus）：74門、ラルフ・ウィレット・ミラー艦長
- ゼラス（Zealous）：74門、サミュエル・フッド艦長
- リアンダー（Leander）：50門、トーマス・トンプスン艦長

ブリッグ
- ミュータイン（Mutine）：16門、サー・トーマス・ハーディ海尉、カローデンを救援したため戦闘には不参加

### フランス艦隊
戦列艦
- ロリアン（L'Orient）：118門、カサビアンカ艦長、ブリュイ旗艦、8月1日に爆沈
- フランクリン（Franklin）：80門、8月2日に捕獲
- トナン（Tonnant）：80門、アリスティード・デュプティ＝トゥアール艦長、8月3日に捕獲
- アキロン（Aquilon）：74門、捕獲
- ゲリエ（Guerrier）：74門、8月2日捕獲、8月18日廃棄（焼失）
- ウールー（Heureux）：74門、8月3日捕獲、8月16日廃棄（焼失）
- スパルシヤート（Spartiate）：74門、捕獲
- プープル・スーヴラン（Peuple Souverain）：74門、捕獲
- メルキュール（Mercure）：74門、8月3日捕獲、8月18日廃棄（焼失）
- コンケラン（Conquérant）：74門、捕獲
- ル・ジェネルー（Le Généreux）：74門、逃走
- ギヨーム・テル（Guillaume Tell）：80門、逃走　トラファルガー沖海戦でフランス艦隊の指揮官となるピエール・ヴィルヌーブの旗艦だった
- ティモレオン（Timoléon）：74門、8月3日座礁して廃棄（炎上）

フリゲート
- アルテミス（Artémise）：36門、8月3日降伏ののち座礁して廃棄（炎上）
- ジュスティス（Justice）：44門、逃走
- ディヤーヌ（Diane）：38門、逃走
- セリューズ（Sérieuse）：36門、8月1日オライオンにより撃沈、のち焼却

ブリッグ
- アレルト（Alerte）：12門
- ライユール（Railleur）：14門、逃走
- エルキュル（Hercule）：7門、破壊
- サラミーヌ（Salamine）：18門、逃走

その他砲艦数隻